# Korkenzieher-Weide

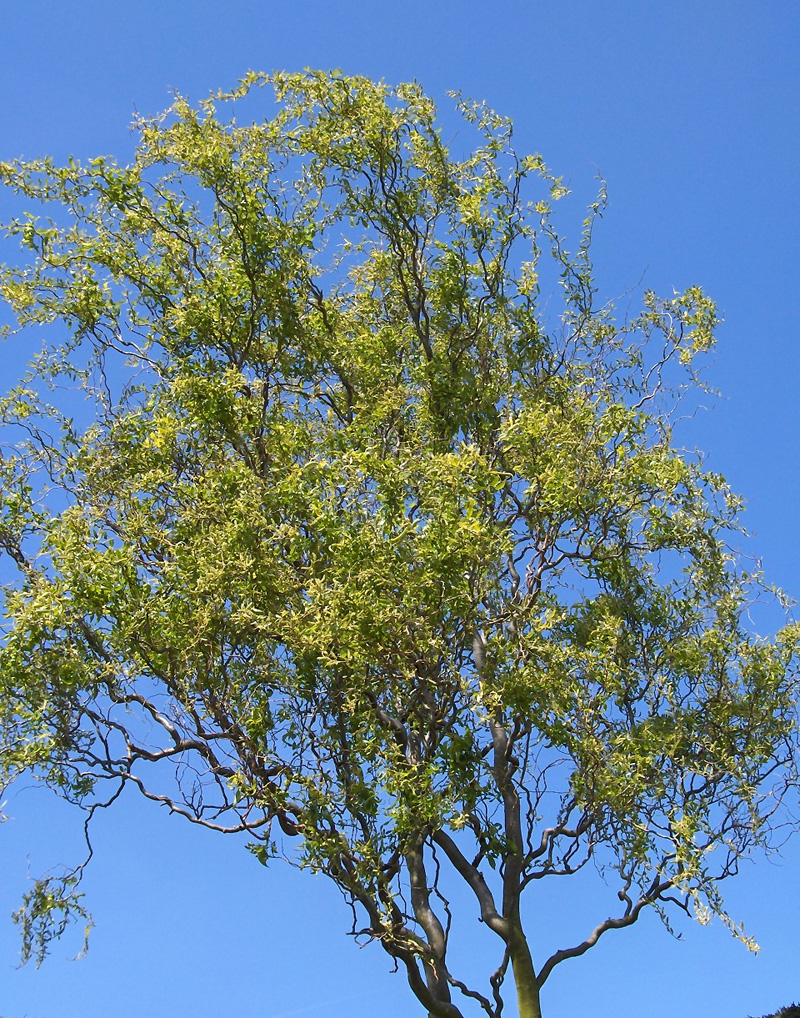
Korkenzieher-Weide

Die Korkenzieherweide (Salix matsudana 'Tortuosa') ist eine Kulturform der Chinesischen Weide (Salix matsudana) aus der Gattung der Weiden (Salix). Die Zweige werden gern für die Binderei in der Floristik und als Vasenschmuck genommen. Im Garten wirkt der Baum oder Strauch in den Wintermonaten durch seine melancholische und bizarre Silhouette interessant. Die Korkenzieherweide wächst innerhalb eines Jahres bis zu 100 cm und wird daher gerne dort eingesetzt, wo schnelles Baumwachstum gefragt ist.
Die Kulturform ist leicht zu vermehren. Dazu bedarf es einer Wässerung abgeschnittener Zweige, z. B. in einer Wassertonne, so lange, bis sich ausreichend Wurzeln gebildet haben. Danach ist sie problemlos in geeigneter Erde pflanzbar.